# 比雅
比雅（法語：Bugeat，法語發音：[byʒa]）是法国科雷兹省的一个市镇，位于该省东北部，属于于塞勒区。

## 地理
比雅（45°35'53"N, 1°55'38"E）面积30.99 平方千米，位于法国新阿基坦大区科雷兹省，该省份为法国中南部省份，北起上维埃纳省和克勒兹省，西接多爾多涅省，南至洛特省，东临多姆山省和康塔爾省。
与比雅接壤的市镇（或旧市镇、城区）包括：博讷丰、古尔东-米拉、韦泽尔河畔佩罗勒、圣梅尔莱苏西讷、塔尔纳克、图瓦维扬、维扬。

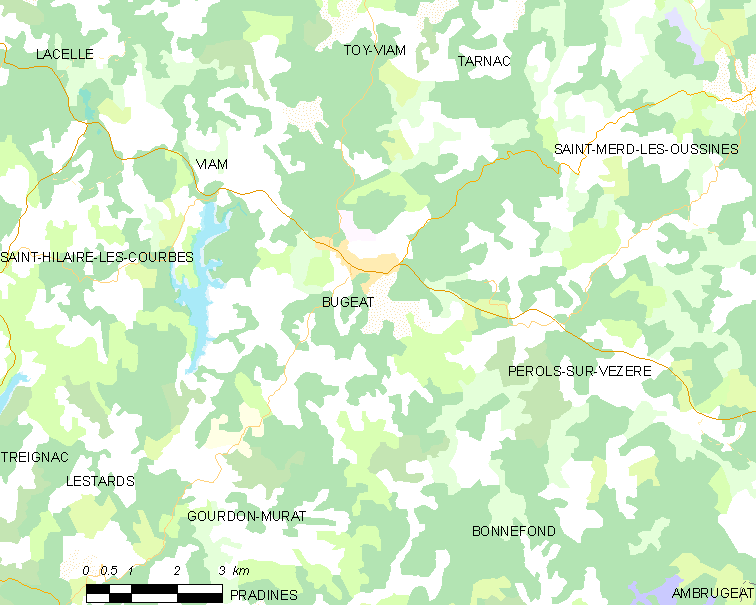
比雅的OSM定位图

比雅的时区为UTC+01:00、UTC+02:00（夏令时）。

## 行政
比雅的邮政编码为19170，INSEE市镇编码为19033。

## 政治
比雅所属的省级选区为米勒瓦什高原县。

## 人口

1962-2008年间比雅人口变化图示

比雅于2022年1月1日时的人口数量为741人。